# Locomotiva DRG Gruppo 01
Il Baureihe 01 (abbr. BR 01) delle Deutsche Reichsbahn-Gesellschaft fu il primo gruppo standard di locomotive a vapore (Einheitsdampflokomotive) per il servizio passeggeri costruite dopo la fusione di tutte le amministrazioni ferroviarie in un unico sistema gestito dallo Stato tedesco. Il rodiggio adottato fu il 2'C1', meglio noto come Pacific.
L'idea della standardizzazione nacque per contenere i costi. Per esempio, se una BR 01, la cui fabbrica di costruzione era a Berlino, si guastava a Dresda, invece di inviare le parti necessarie da Berlino, e tenere quindi la locomotiva fuori servizio per un tempo maggiore, potevano essere usate le parti prodotte nella fabbrica locale, perché queste erano unificate per tutte le macchine e realizzate in ogni angolo della nazione.

## Storia
Le aziende AEG e Borsig, i principali costruttori delle 01, insieme a Berliner Maschinenbau Schwartzkopff, Henschel & Sohn, Lokomotiv- und Waggonbaufabrik Krupp e Aktiengesellschaft für Lokomotivbau Hohenzollern consegnarono 231 esemplari tra il 1926 e il 1938, tutti destinati alla trazione dei treni viaggiatori veloci.

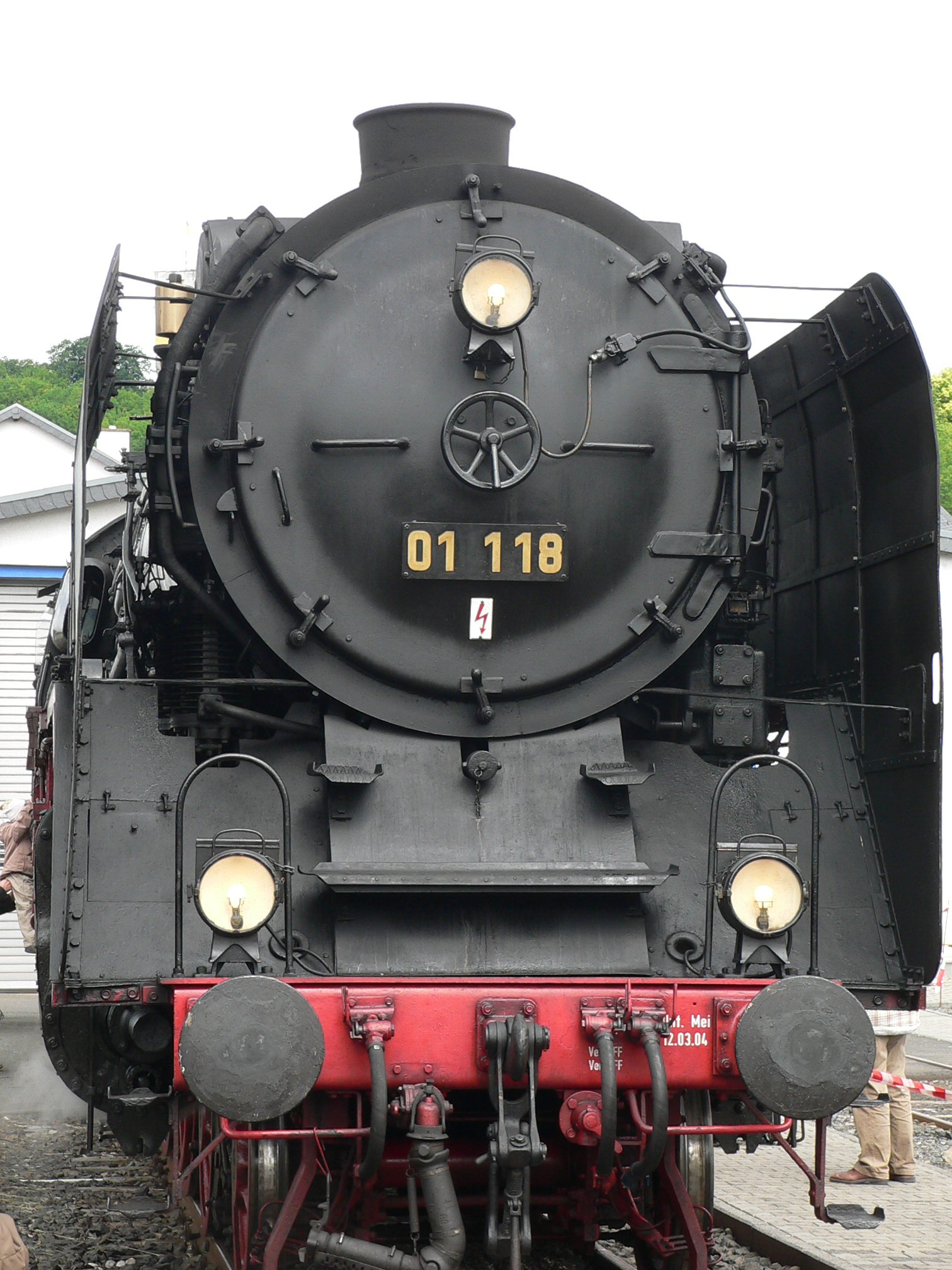
Il frontale della 01 118, oggi in forza a Historische Eisenbahn Frankfurt.

In principio le prime 10 unità furono costruite con un motore a due cilindri e ad espansione semplice per essere comparate con altre 10 strutturalmente identiche, salvo l'adozione di un motore a quattro cilindri e a doppia espansione, formanti il Gruppo 02. Venne quindi condotta un'intensa campagna di corse prova e di misurazioni, ma dopo un lungo e controverso dibattito la scelta cadde sul propulsore bicilindrico a semplice espansione, il quale era più semplice da revisionare ma meno potente ed economico del quadricilindrico compound.
La prima 01 a prendere servizio non fu la 001, bensì la 008, preservata al Museo Ferroviario di Bochum-Dahlhausen. La massiccia produzione del Gruppo fu alquanto dilazionata, in primo luogo perché negli anni venti non vi erano abbastanza tratte capaci di sopportare un carico assiale di 20 tonnellate, in secondo luogo per l'assenza di piattaforme girevoli di diametro sufficiente. Solo a partire dai primi anni trenta esse divennero la punta di diamante delle "velociste" DRG. Dal 1938 tutte e 231 le unità erano finalmente disponibili per i prestigiosi servizi rapidi. Altre 10 macchine si aggiunsero dal 1937 al 1942 come risultato della conversione delle 02 da quadricilindriche a bicilindriche. Le limitazioni delle linee portarono alla realizzazione dei 298 esemplari del Gruppo 03, dotate di un peso per asse di 18 tonnellate. Nel 1939, infine, vide la luce l'evoluzione della 01, ovvero la tricilindrica 01.10.
Complessivamente furono consegnate cinque serie di locomotive, ognuna con lievi differenze dalle altre: 01 001-010 (1926), 01 012-076 (1927-28), 01 077-101 (1930-31), 01 102-190 (1934-1936) e 01 191-232 (1937-1938).
Anche negli anni trenta l'impiego del Gruppo 01 rimase limitato sempre a causa delle poche tratte debitamente armate, nella fattispecie quelle che da Berlino conducevano verso Anhalt, Lehrte e Amburgo. Nei tratti urbani della capitale si dovette provvedere al rinforzo preventivo degli archi dei viadotti. Le prime 90 unità furono assegnate, fino al 1930, ai depositi di Essen, Norimberga, Erfurt P., Berlin Ahb, Hamm, Magdeburgo Hbf, Kassel, Hannover, Amburgo Altona e Offenburg. A partire dal 1931 si stabilirono anche a Francoforte sul Meno 1, Berlin Leb, Braunschweig, Berlin Pog, Schneidemühl (l'odierna Piła, in Polonia), Königsberg (l'odierna Kaliningrad, in Russia), Gottinga P., Paderborn, Dresda (Dresden Alt), Breslavia, Colonia Deutzerfeld, Hof e Halle.

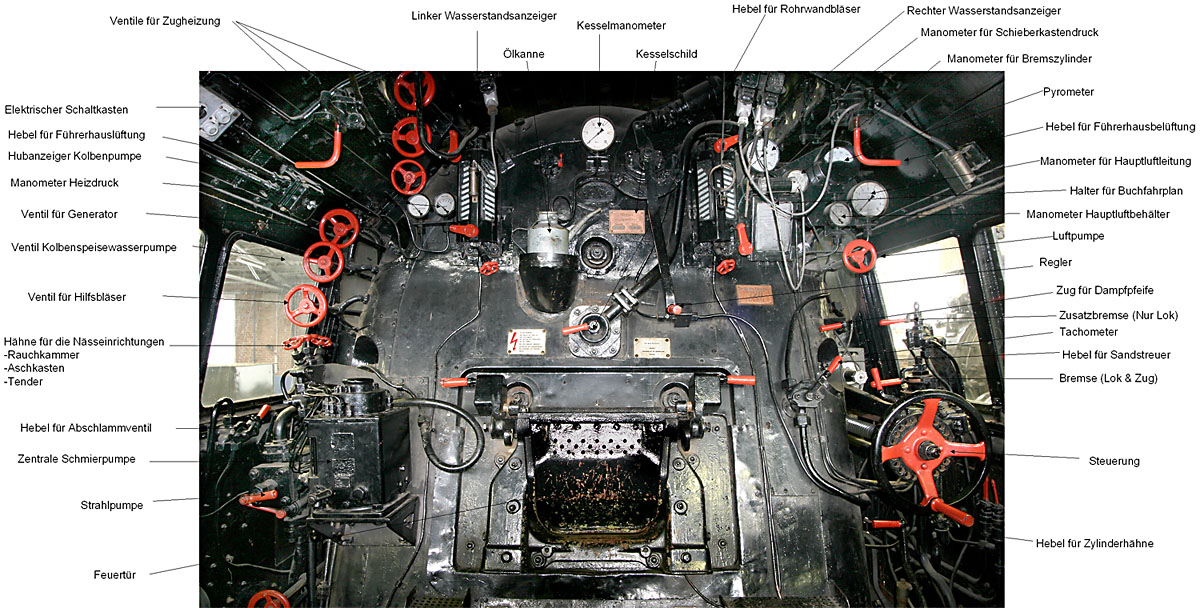
La cabina della 01 008 con allegata la descrizione delle singole parti (in lingua tedesca).

In origine la velocità era limitata a 120 km/h e per portarla ai 130 km/h di progetto, le ruote portanti da 850 mm di diametro furono cambiate con altre da 1000 mm dall'unità 102 in avanti e lo sforzo frenante fu incrementato applicando i ceppi ad entrambi i fianchi degli assi accoppiati nonché a un lato delle ruote del carrello posteriore. Le pompe dell'aria e di alimentazione furono collocate nelle intercapedini tra la camera a fumo e i vistosi parafumo Wagner montati dall'unità 077 in poi (a quelle precedenti furono sostituiti in seguito). Questo rese molto più difficile la loro manutenzione, dato che sulle altre Einheitsloks erano fissate nella zona centrale del rotabile. Negli anni seguenti la seconda guerra mondiale, Deutsche Bundesbahn mise dei parafumo più piccoli di tipo Witte e spostò le pompe in zona centrale, stavolta sui camminamenti, mentre Deutsche Reichsbahn della Repubblica Democratica Tedesca, dal canto loro, non presero in considerazione alcun tentativo di corpose modifiche alla ripartizione dei carichi, solo negli ultimi anni di esercizio si cominciarono a vedere, apparentemente, delle lievi migliorie.
Sempre dalla terza serie (01 077 e seguenti), le caldaie furono consegnate con un fascio tubiero più lungo, con conseguente contrazione del focolare. Tutte le macchine avevano, in origine, la porta della camera a fumo con la sola chiusura centrale. Infine, le prime 10 unità furono consegnate con l'illuminazione ad olio, tutte le altre ebbero i fari elettrici alimentati da una turbodinamo  e, solo le ultime serie di queste, anche il fanale centrale.
I tender in dotazione erano di tipo 2'2 T 30, 2'2' T 32 oppure 2'2' T 34. La carbonaia poteva ospitare 10 tonnellate di antracite, mentre il cassone dell'acqua aveva una capienza, rispettivamente, di 30, 32 e 34 metri cubi. I primi 10 esemplari furono accompagnati dai corti 2'2 T 30, perché non vi erano piattaforme girevoli abbastanza grandi. In seguito questi tender furono impiegati solo se strettamente necessario, come ad esempio sui servizi transfrontalieri con i Paesi Bassi. Dalla seconda serie le 01 furono fornite del modello 2'2' T 32 in lamiera chiodata. Quelli in lamiera saldata, di tipo 2'2' T 34, apparvero solo come risultato di scambi con altre macchine di altri gruppi (principalmente con l'allora nuovo Gruppo 44). Questi ultimi sarebbero stati, praticamente, gli unici usati durante e dopo la Seconda guerra mondiale, vista la loro maggiore capacità d'acqua.
Sotto le DB il Gruppo 01 terminò la carriera nel 1973. Nella Deutsche Reichsbahn invece vennero impiegate fino ai primi anni ottanta, prevalentemente allo stato di origine e con gli ampi parafumo Wagner. Leggendari divennero i suoi ultimi treni diretti sulla relazione Berlino-Dresda effettuati fino all'autunno del 1977. Solo l'arrivo delle imponenti locomotive diesel gruppo 132 di costruzione sovietica riuscì a scacciare definitivamente le 01 da ogni turno regolare della Repubblica Democratica Tedesca dopo quasi cinquant'anni di onorato servizio.

## Trasformazioni

### Dal 1950 al 1957 (DB)
Nella Germania Ovest, tra il 1950 e il 1951 Deutsche Bundesbahn ha modificato le 01 042, 046, 112, 154 e 192, equipaggiandole con un miscelatore-preriscaldatore Hienl realizzato da Henschel e alimentato da una turbopompa. Furono inoltre aggiunte delle camere di combustione in caldaia e rimossi i parafumo originali a favore dei più piccoli Witte. Quattro di queste cinque macchine rimasero in servizio fino al 1968.

### Dal 1957 al 1961 (Nuova caldaia DB)
A partire dal 1957 Deutsche Bundesbahn ha riqualificato ulteriori 50 rotabili, nei quali venne installata una nuova caldaia più performante, la stessa in dotazione alle 01.10. Tale locomotive inoltre beneficiarono di un nuovo miscelatore-preriscaldatore installato in camera a fumo e di nuovi cuscinetti a sfere al fine di ridurre l'attrito. Altre modifiche riguardarono il blocco cilindri, il fumaiolo accorciato, la porta frontale e il telaio, così come l'aggiunta di un secondo duomo, conferendo alla locomotiva un aspetto esteriore diverso.

### DR Gruppo 01.05Rekolok

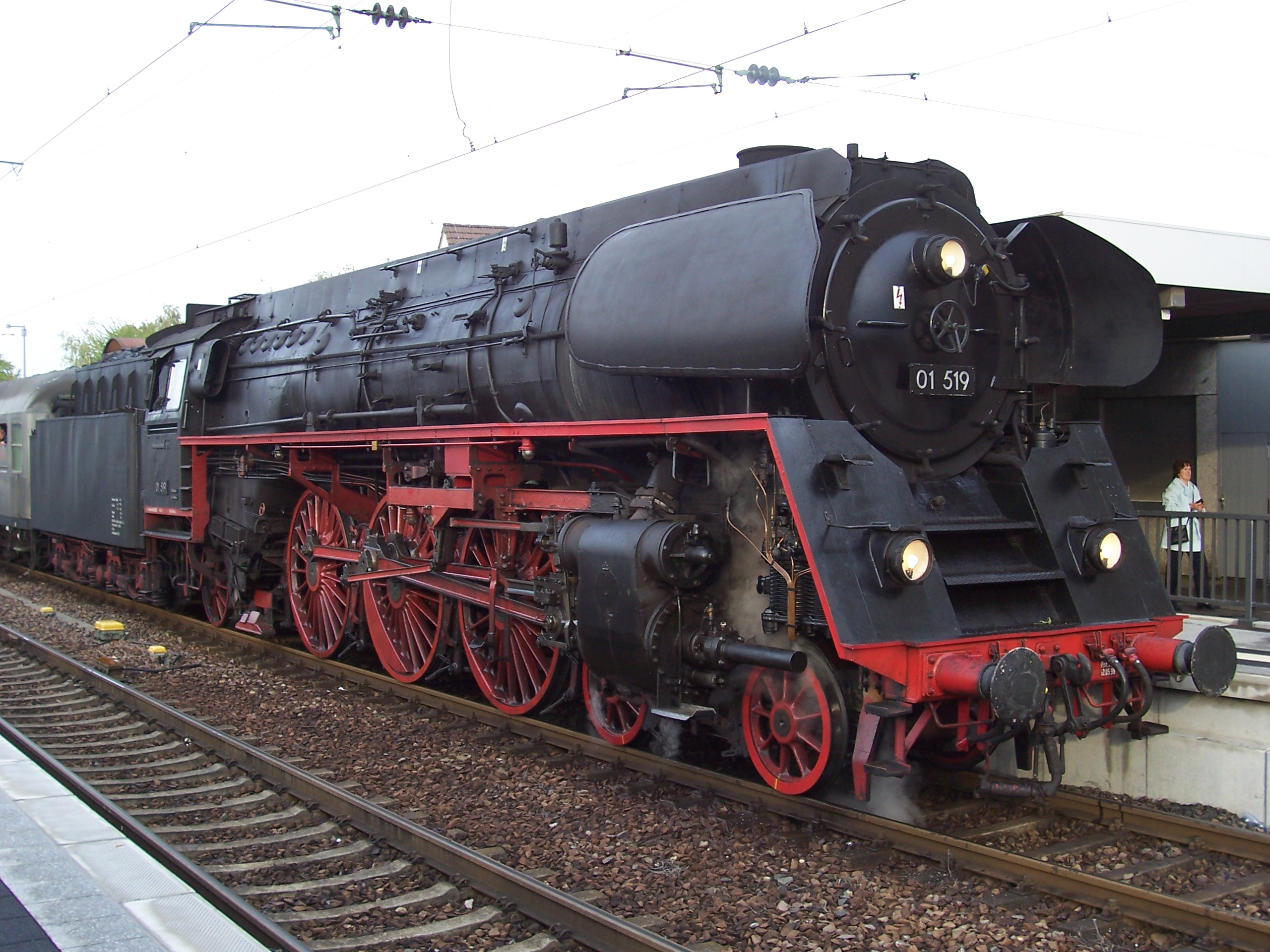
La 01 519, unità ricostruita dalle DR, a Schifferstadt il 2 ottobre 2005. Oggi non è più operativa.

Nella Germania Est dal 1962 le officine riparazioni DR (Reichsbahnausbesserungswerk) di Meiningen trasformarono 35 locomotive del Gruppo 01 sotto la supervisione del VES-M Halle. Come nel caso della Deutsche Bundesbahn, l'amministrazione scelse solo le unità con i freni potenziati (102 e seguenti). Tutte queste locomotive furono dotate dei parafumo Witte con le superfici rastremate, una nuova cabina di guida e una nuova caldaia, quest'ultima collocata sul telaio più in alto rispetto all'originale. Detta caldaia aveva inoltre una sola camera di combustione, un miscelatore-preriscaldatore e una carenatura integrale sulla parte superiore.
La locomotive dopo la ricostruzione ricevettero una nuova numerazione a partire da 0501, da cui la denominazione della serie.
A partire dalla locomotiva numero 01 519, in tutte le locomotive l'alimentazione delle caldaie è stata convertita da carbone a nafta. Nel tender di 13,5 m³ veniva trasportata la nafta. all fine, tranne che per le sette locomotive del deposito della stazione di Berlin Ostbahnhof tutte le altre locomotive sono state successivamente adattate con la combustione principale a nafta. 
Nel 1970 le locomotive che non ricevettero la riconversione dell'alimentazione delle caldaie da carbone a nafta, ricevettero una nuova numerazione aumentata di 1000, con le prime due cifre da 05 a 15. Nel corso della crisi petrolifera degli anni settanta tutte le locomotive alimentate a nafta furono ritirate e richiamate in servizio quelle alimentate a carbone. Alcune delle locomotive convertite con l'alimentazione delle caldaie da carbone a nafta, vennero nuovamente riconvertite con alimentazione a carbone e queste locomotive vennero rinumerate: la locomotiva 01 0531-2, riconvertita nel 1984 è stata rinumerata 01 1531-1.

## Esemplari preservati

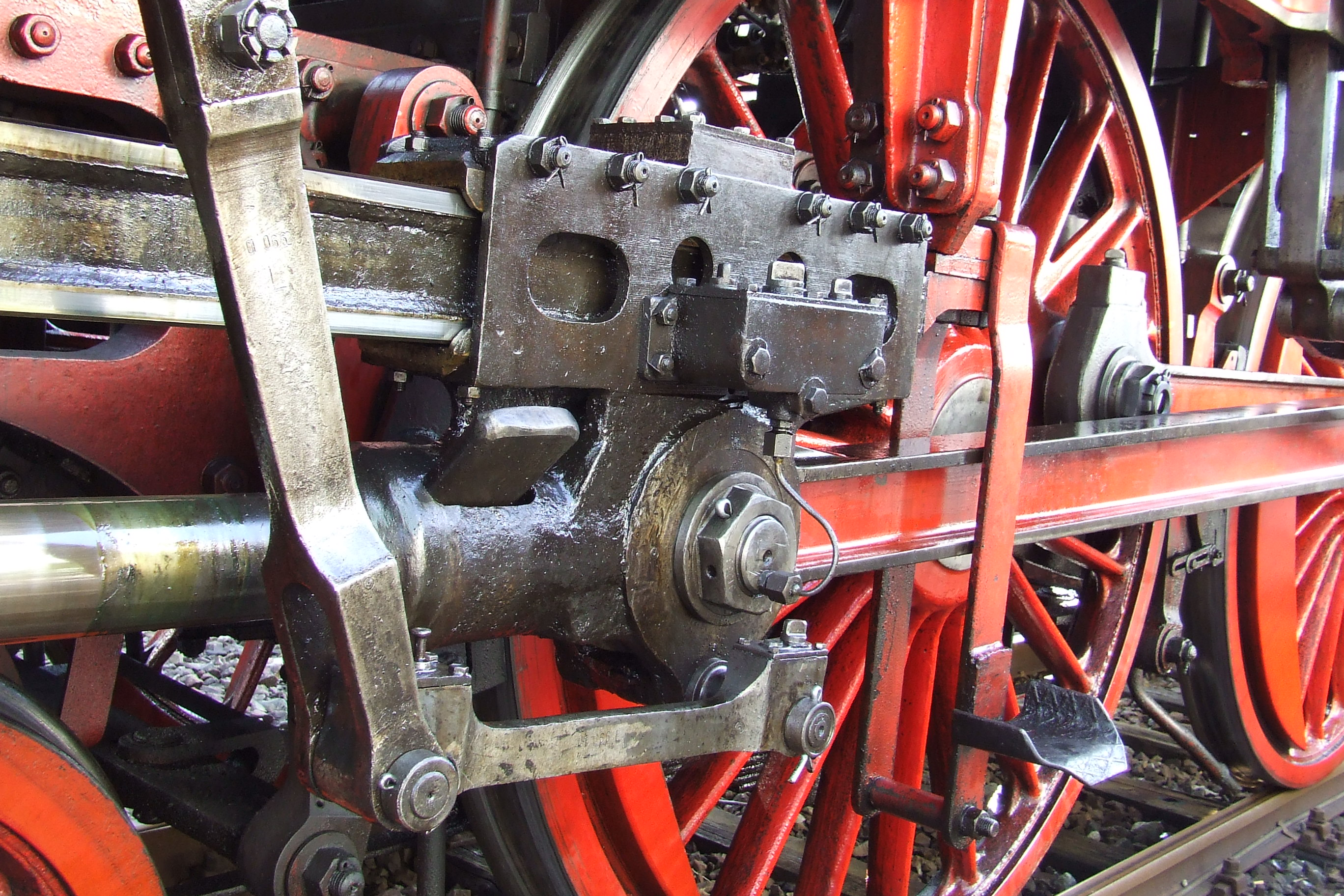
Una delle due teste a croce della 01 066.

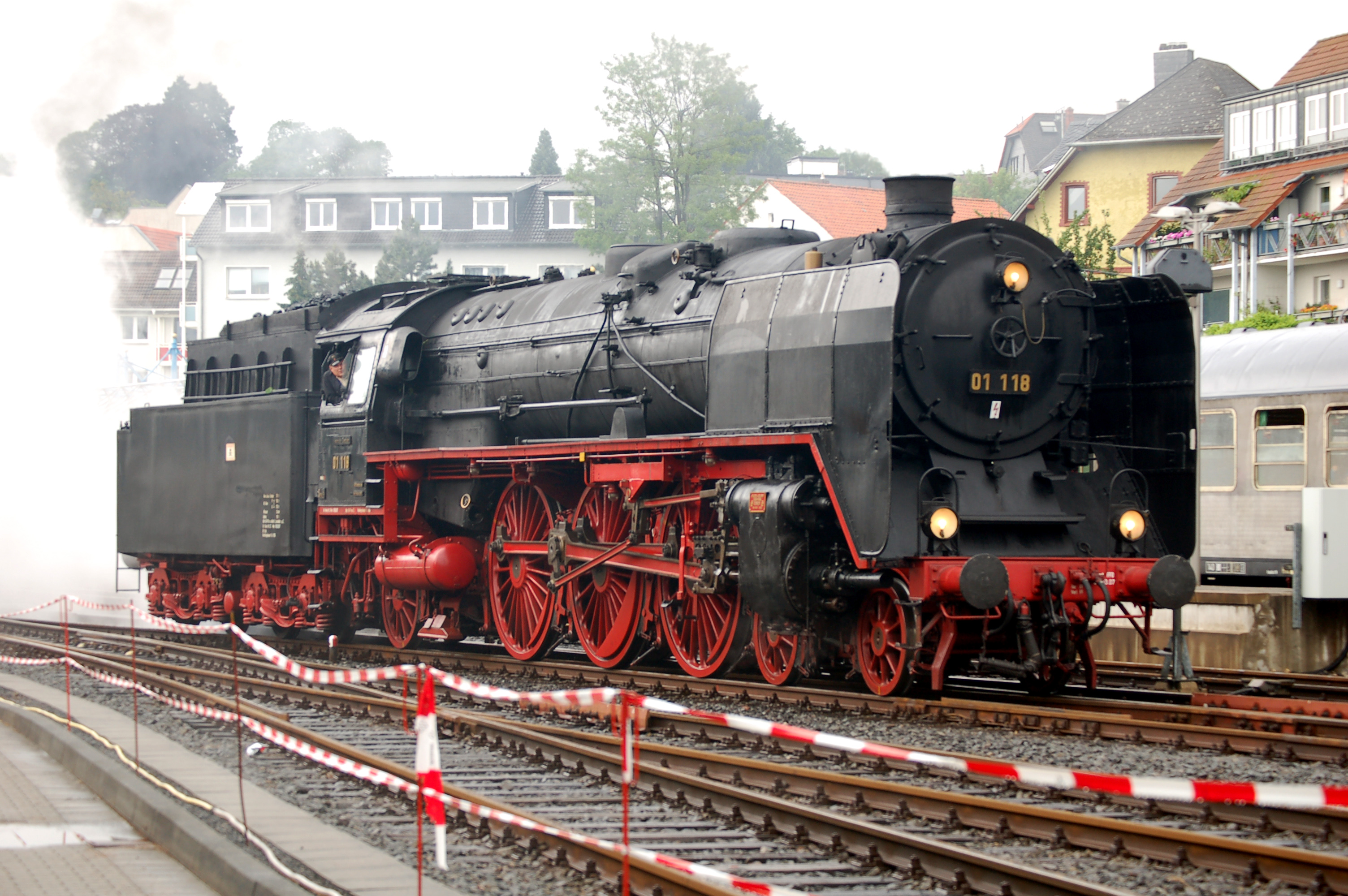
Ancora un'immagine della 01 118, ripresa alla stazione di Königstein im Taunus il 27 maggio 2007.

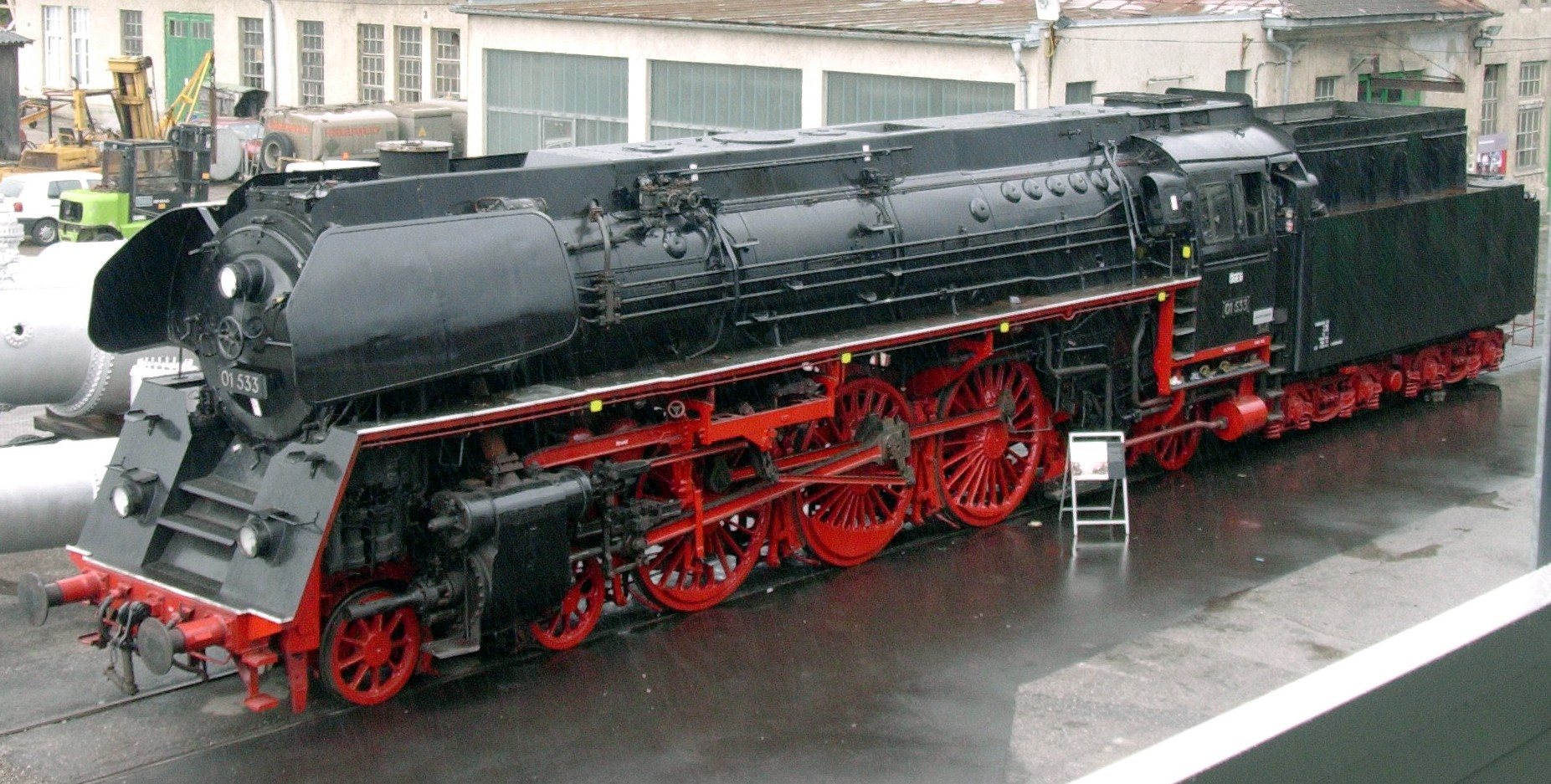
La 01 533 di ÖGEG.

### Operativi
- 01 066, costruita da Berliner Maschinenbau nel 1928 e rimasta in servizio presso le DB fino al 1977. Dopo tale data fu impiegata come generatore di vapore alla VEB Genthin di Nauen fino al 1989. Il Museo Ferroviario Bavarese di Nördlingen restaurò la 066 all'interno delle officine di Meiningen prelevando i pezzi da unità gemelle e di altri gruppi, riportandola sui binari nell'estate del 1993;
- 01 118, classe 1934, l'unica arrivata ai giorni nostri senza mai essere stata accantonata. Dopo la guerra rimase in forza alle DR; dal 1981 è sotto la gestione di Historische Eisenbahn Frankfurt. Dalla sua base di Frankfurt Osthafen effettua regolarmente treni storici, compresi quelli sulla linea del porto fluviale cittadino (Städtische Hafenbahn);
- 01 202, di proprietà della svizzera Verein Pacific 01 202. È stata l'ultima macchina DB a terminare la carriera con i parafumo Witte. Essa aveva mantenuto la caldaia originale, ma aveva perso la porta frontale. Fu ripristinata dopo vent'anni dal suo ritiro, avvenuto nel 1975. Rispetto alle altre 01 presenta la livrea leggermente modificata, con una fascia rossa che attraversa il tender da parte a parte all'altezza delle targhe.
- 01 116, costruita da Krupp nel 1934 (n.c. 1413) e trasformata a Meiningen nel 1964-65. Oggi corre come 01 533 per conto dell'austriaca ÖGEG.

### Non operativi
- 01 005 - Museo dei Trasporti di Dresda, ex DR, in gran parte nello stato di origine;
- 01 008 - Museo Ferroviario di Bochum-Dahlhausen (la prima 01 a prendere servizio), in allestimento DB (parafumo Witte e caldaia originale);
- 01 111 - Museo delle Locomotive a Vapore Tedesche di Neuenmarkt (ex operativa), in gran parte nello stato di origine;
- 01 137 - Museo DB, in gran parte nello stato di origine;
- 01 150 - Museo DB, in allestimento DB (parafumo Witte e caldaia originale). Il 17 ottobre 2005 è stata gravemente danneggiata da un incendio divampato all'interno del deposito di Nürnberg/Gostenhof. DB AG ha in programma di restaurarla solo esteriormente, per il recupero funzionale sono necessarie più donazioni. Maggiori dettagli a questa pagina (in lingua tedesca);
- 01 164 - Museo delle Locomotive a Vapore Tedesche di Neuenmarkt, in allestimento DB (parafumo Witte e caldaia originale);
- 01 173 - Proprietà privata, in prestito al Museo della Tecnica di Berlino, in allestimento DB (parafumo Witte e caldaia originale);
- 01 204 - Proprietà privata, in gran parte nello stato di origine;
- 01 220 - Monumentata a Treuchtlingen, Museo DB, in allestimento DB (parafumo Witte e caldaia nuova);
- 01 509 (ex 01 143) - Proprietà Ulmer Eisenbahnfreunde (alimentazione ad olio, in riparazione alle officine di Meiningen per danni alla caldaia);
- 01 514 (ex 01 208) - Museo della Tecnica di Spira;
- 01 519 (ex 01 186) - Proprietà Eisenbahnfreunde Zollernbahn (ex operativa);
- 01 532 (ex 01 158) - Museo dei Trasporti di Norimberga, distaccata al deposito di Arnstadt, non operativa.